# Epargyreus tmolis
Epargyreus tmolis is een vlinder uit de familie van de dikkopjes (Hesperiidae). De wetenschappelijke naam van de soort is voor het eerst geldig gepubliceerd in 1875 door Hermann Burmeister.